# Pagyda erythrias
Pagyda erythrias là một loài bướm đêm trong họ Crambidae.